# Jubulopsis
Jubulopsis là một chi rêu trong họ Jubulopsaceae.